# Alexander De Witt

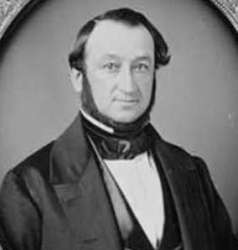
Alexander De Witt

Alexander De Witt (* 2. April 1798 in New Braintree, Worcester County, Massachusetts; † 13. Januar 1879 in Oxford, Massachusetts) war ein US-amerikanischer Politiker. Zwischen 1853 und 1857 vertrat er den Bundesstaat Massachusetts im US-Repräsentantenhaus.

## Werdegang
Alexander De Witt erhielt eine akademische Schulausbildung. Später arbeitete er in der Textilindustrie. Gleichzeitig begann er eine politische Laufbahn. Zwischen 1830 und 1836 war er Abgeordneter im Repräsentantenhaus von Massachusetts; in den Jahren 1842, 1844, 1850 und 1851 gehörte er dem Staatssenat an. Im Jahr 1853 war er Delegierter auf einer Versammlung zur Überarbeitung der Verfassung von Massachusetts. De Witt war zunächst Mitglied der Free Soil Party.
Bei den Kongresswahlen des Jahres 1852 wurde er im neunten Wahlbezirk von Massachusetts in das US-Repräsentantenhaus in Washington, D.C. gewählt, wo er am 4. März 1853 die Nachfolge von Edward P. Little antrat. Nach einer Wiederwahl als Kandidat der American Party, der er sich inzwischen angeschlossen hatte, konnte er bis zum 3. März 1857 zwei Legislaturperioden im Kongress absolvieren. Diese waren von den Ereignissen im Vorfeld des Bürgerkrieges geprägt. Im Jahr 1856 wurde er nicht wiedergewählt.
Nach dem Ende seiner Zeit im US-Repräsentantenhaus arbeitete Alexander De Witt wieder in der Textilindustrie. Er starb am 13. Januar 1879 in Oxford.